# 3696 Herald
3696 Herald è un asteroide della fascia principale. Scoperto nel 1980, presenta un'orbita caratterizzata da un semiasse maggiore pari a 3,1181931 UA e da un'eccentricità di 0,1524908, inclinata di 10,15787° rispetto all'eclittica.